# Diagonal árida de América del Sur

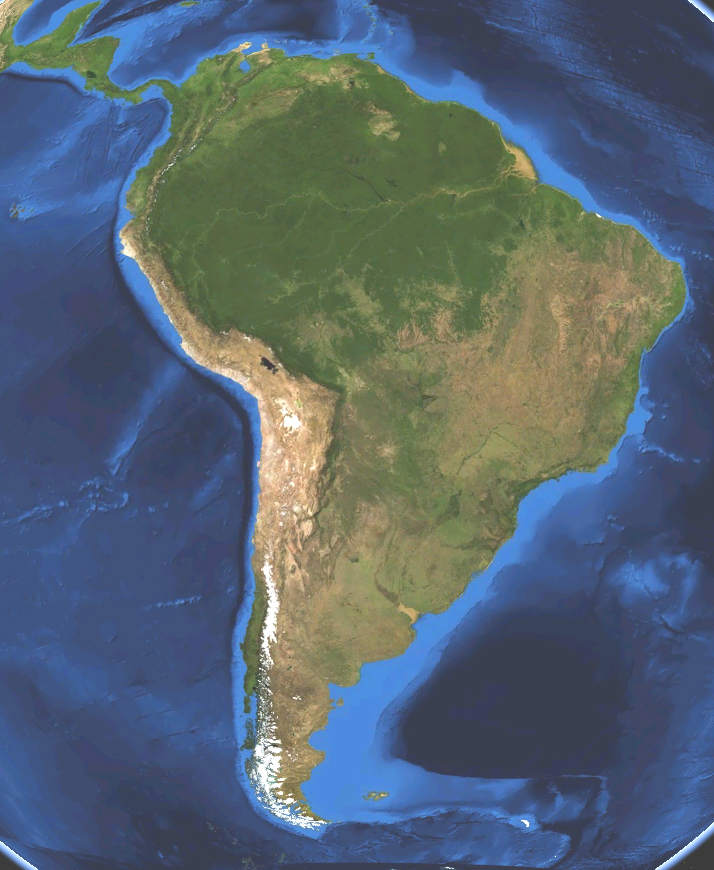
Imagen satelital de América del Sur donde se observa la diagonal árida que cruza al subcontinente desde el noroccidente al suroriente.

Se denomina diagonal árida de América del Sur o diagonal arreica de América del Sur a una unidad o macrorregión fisiográfica natural y continua, de ancho variable pero de notable desarrollo latitudinal, caracterizada por su pronunciada aridez, que cruza el subcontinente sudamericano desde el noroeste al sudeste, ocupando un alto porcentaje de su superficie. Por el norte comienza en el litoral del océano Pacífico del Ecuador, en el golfo de Guayaquil, recorre la costa de Perú, la región de la Puna, el norte de Chile, cruza la cordillera de los Andes en la región argentina de Cuyo y finaliza en la costa atlántica de la Patagonia.
Son varios los motivos que han coadyuvado para que se haya desarrollado y perdurado, entre los que sobresalen los climatológicos, oceanográficos y orográficos.
Esta enorme franja, resultó una barrera infranqueable para los componentes bióticos de climas húmedos, que de este modo han evolucionado aisladamente durante millones de años a uno u otro lado de la misma, quedando especialmente aislados los integrantes de la zona húmeda del sudoeste, formando un conjunto independiente de tipo “insular” con una elevada cantidad de endemismos, incluso en taxones superiores. De la misma manera en que afectó a la biota y determinó su composición biogeográfica actual, también influenció a todo el desarrollo humano de la región.

## Generalidades
La “diagonal árida sudamericana” recibe ese nombre en razón de que una ancha franja de territorios desérticos cruza América del Sur de manera diagonal, desde el noroeste hacia el sudeste, interrumpiendo en su sector medio la continuidad de las zonas húmedas del Cono Sur.
Latitudinalmente su desarrollo es notable, ya que se extiende desde el ecuador hasta los 53°S.
Las zonas que lo integran son muy diversas, pero poseen caracteres propios derivados de su sequedad en común, ya que reciben escasas precipitaciones, las que resultan muy insuficientes para cubrir la evaporación, generando un fuerte déficit hídrico, lo que se manifiesta generalmente en la carencia de vegetación arbórea, salvo en los sectores donde la presencia de la misma se sostiene gracias a abastecerse de agua mediante el acceso a otras fuentes (manantiales, valles de inundación, napas freáticas, neblinas costeras, etc.). Los acumulados anuales son siempre menores de 500 mm, si bien en gran parte la cifra es muy inferior, lo que provoca un vegetación yerma, a tal punto que en algunos sectores se llega al desierto absoluto, al ser insuficientes para sostener algún tipo de vida.
La franja desértica se despliega sin interrupciones, aunando una serie de sucesivos enclaves áridos —los que son causados por una combinación de factores— que se escalonan, a medida que avanza hacia mayores latitudes, transponiendo las distintas zonas de circulación de las masas atmosféricas.

### Territorios que comprende

#### En Ecuador
La “diagonal árida” por el norte comienza a manifestarse en el litoral del océano Pacífico del Ecuador, en el norte del golfo de Guayaquil (provincia de Santa Elena). Continúa hacia el sur en las llanuras costeras del sudoeste del país, en las localidades menos favorecidas por las lluvias dentro del ecosistema del bosque seco ecuatorial y de bosque seco de Tumbes-Piura, hasta penetrar en el Perú.

#### En Perú

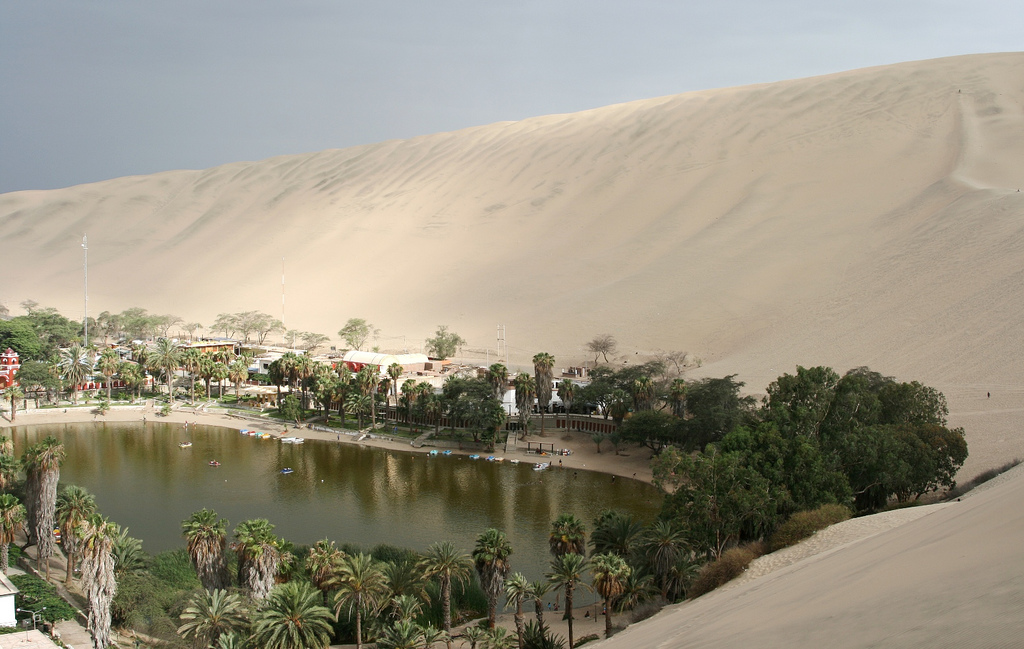
Oasis de la laguna de Huacachina, cerca de Ica, en la costa peruana.

Desierto de Chimbote, Ancash, Perú

Ya en el norte del Perú, con el aumento de la latitud las lluvias van disminuyendo progresivamente, mientras la vegetación va adquiriendo una fisonomía desértica neta hasta desaparecer por completo el ecosistema leñoso xérico y pasar al desierto extremo en el departamento de La Libertad.
El ambiente desértico acompaña el borde del mar peruano en su totalidad constituyendo el llamado desierto costero del Perú, una subunidad de una mayor denominada desierto del Pacífico, un tipo de desierto costero relativamente fresco, a pesar de la latitud intertropical. La porción más ancha y septentrional de este desierto es conocida como desierto de Sechura, nombre que en ocasiones se utiliza para todo el desierto peruano.
Por el este, la diagonal en el Perú cubre la vertiente de la Cordillera Occidental, que es la alineación montañosa que constituye una avanzada hacia el oeste de la cordillera andina, comprendiendo el ecosistema de serranía esteparia. En los Andes, ya avanzando más hacia el sur, incluye también el sector árido del altiplano que en parte separa esa república de la de Bolivia.

#### En Bolivia

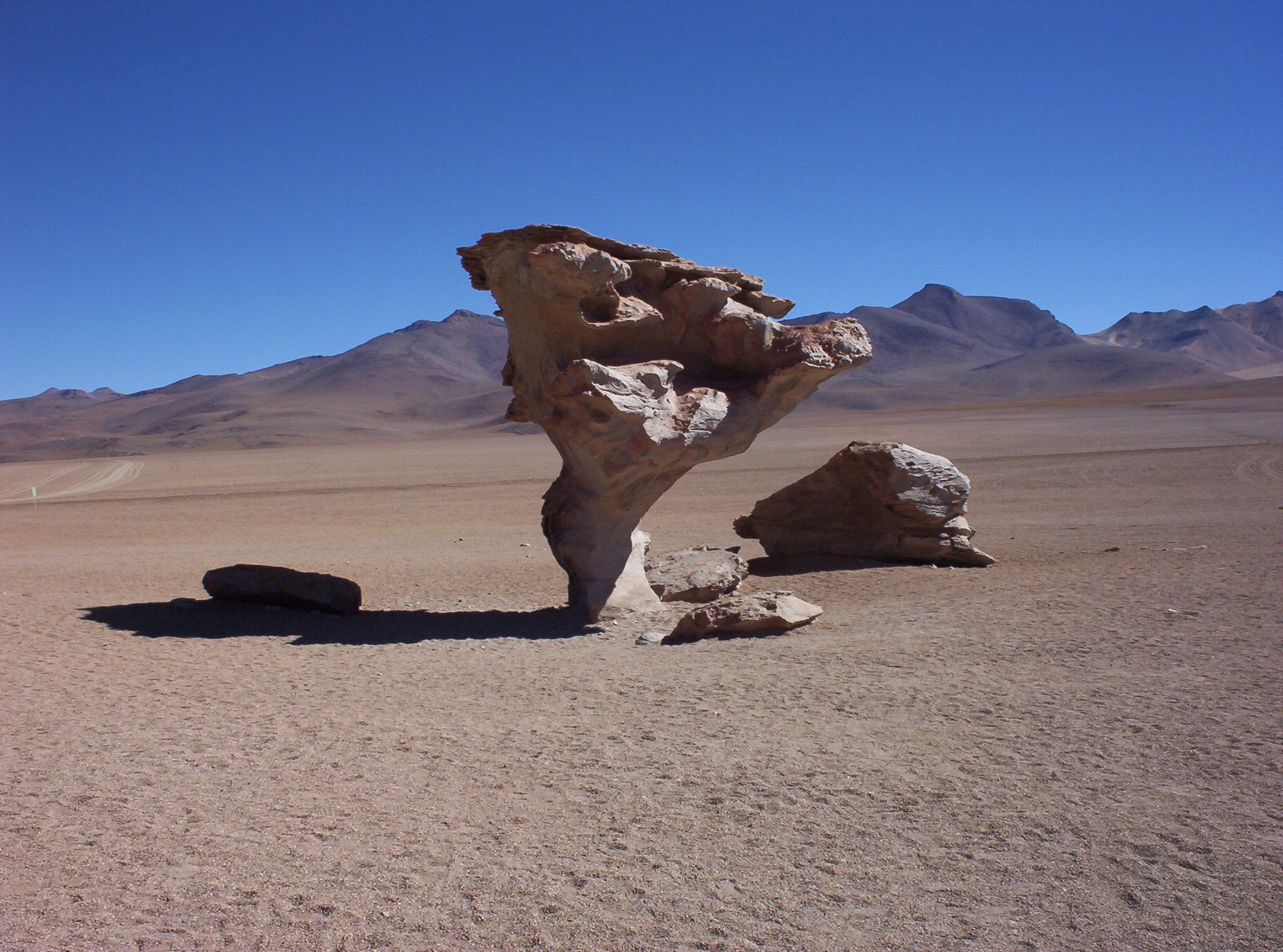
Formación geomorfológica denominada “Árbol de Piedra”, localizada en el desierto Siloli en el sudoeste de Bolivia.

En Bolivia, la diagonal árida comprende los departamentos de La Paz (el sur) Oruro y Potosí, correspondientes al sector puneño del sudoeste del país. 

#### En Chile

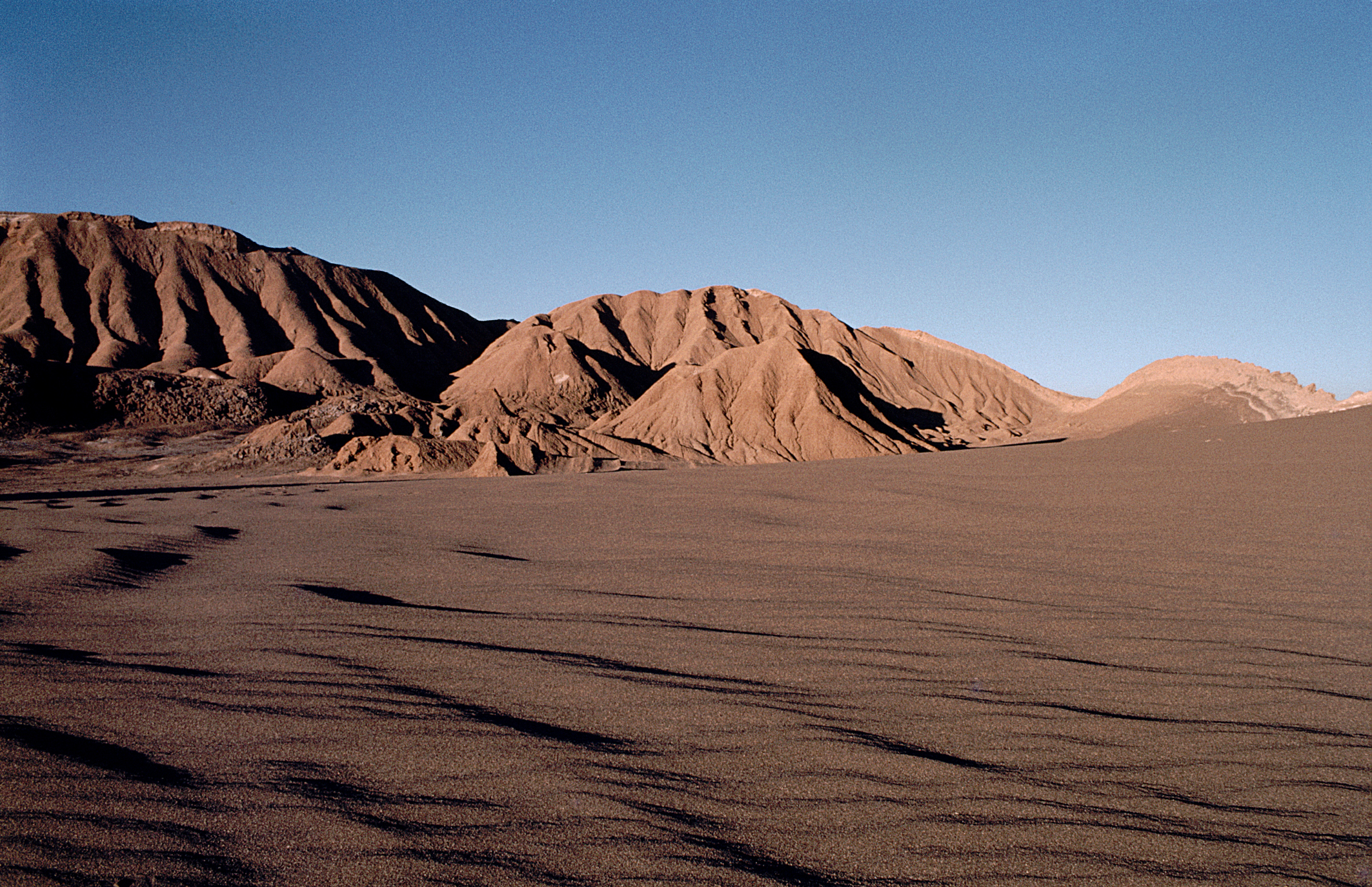
El denominado “valle de la Luna”, en el desierto de Atacama, en la región natural del Norte Grande de Chile.

En Chile, cubre todas las porciones septentrionales de esa nación, desde el Pacífico hasta el límite internacional oriental y desde el extremo norte hasta la Región de Valparaíso.
Por lo tanto se extiende por la totalidad de las regiones naturales del Norte Grande y Chico, abarcando por completo las regiones administrativas de Arica y Parinacota, Tarapacá, Antofagasta, Atacama y Coquimbo. Vuelve a penetrar en territorio chileno en sectores fronterizos de la Región Aysén del General Carlos Ibáñez del Campo y especialmente en el sector oriental de la Región de Magallanes y de la Antártica Chilena.

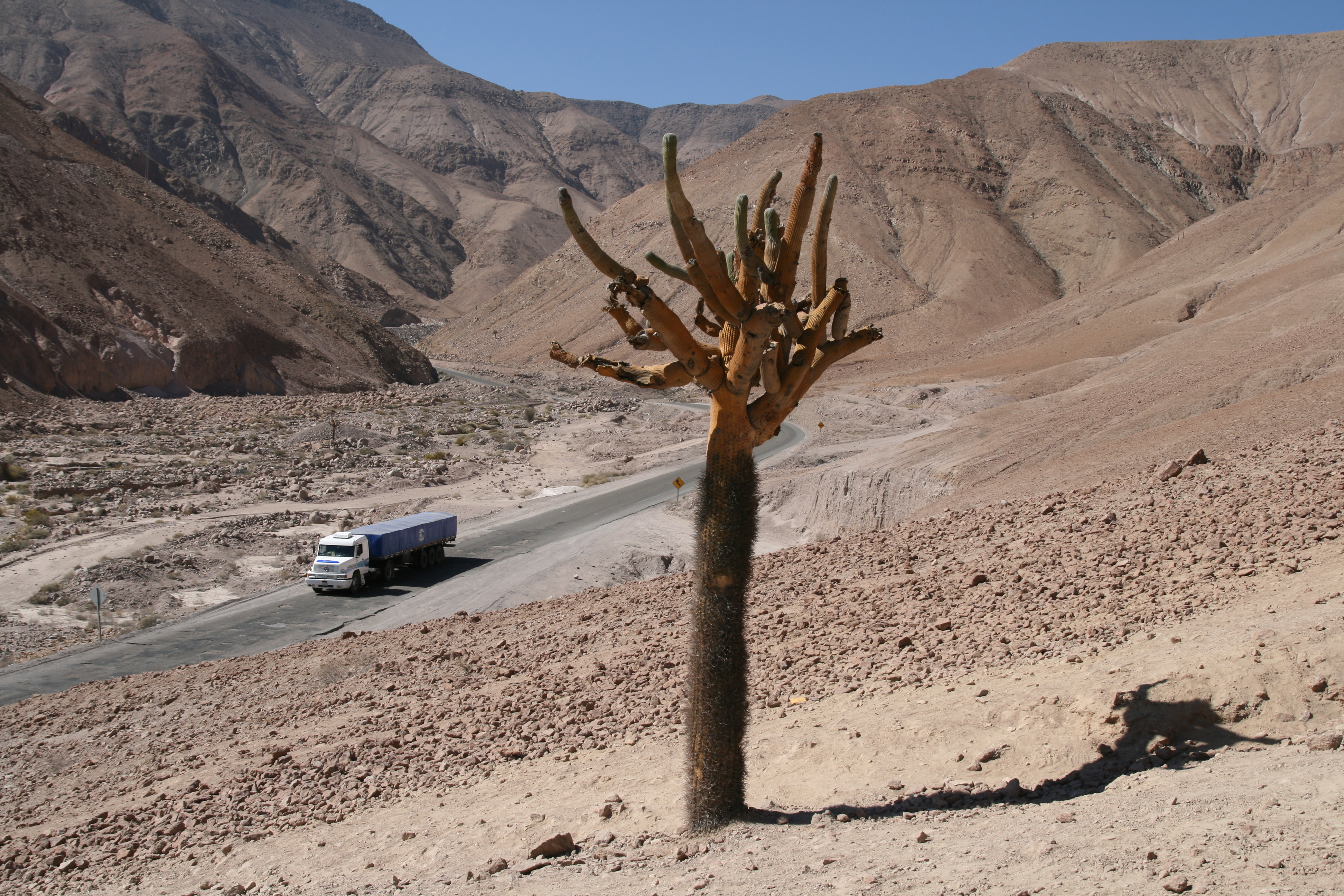
Un cactus candelabro (Browningia candelaris) en la ruta 11, entre Poconchile y Socoroma, Región de Arica y Parinacota, Chile.

#### En la Argentina
Ingresa a la Argentina desde su extremo noroccidental, esparciéndose por la puna y gran parte de la región noroeste, por todo Cuyo y por toda la Patagonia extrandina, concluyendo en la estepa patagónica del norte de la isla Grande de Tierra del Fuego.

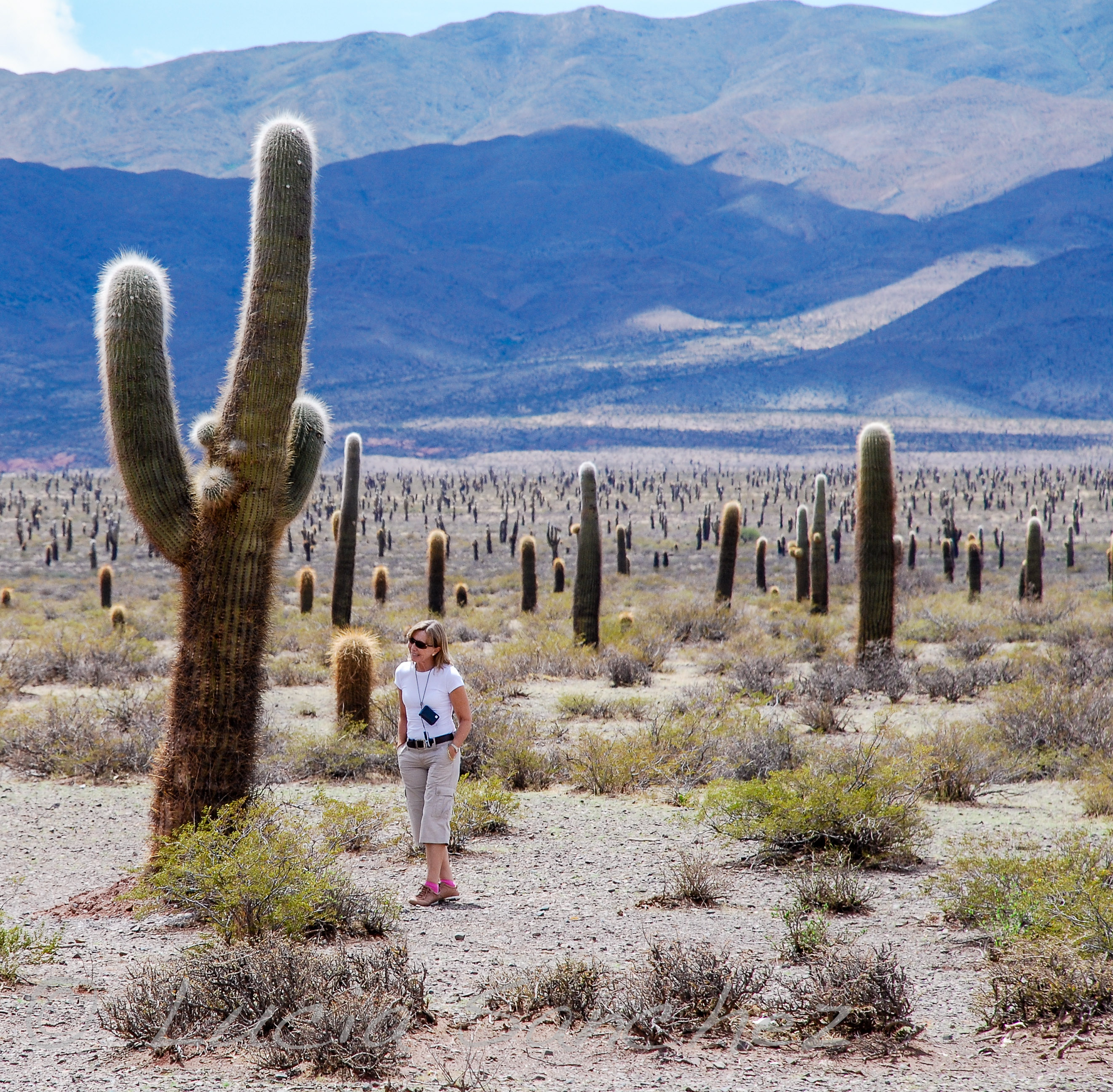
El parque nacional Los Cardones, provincia de Salta, (Argentina).

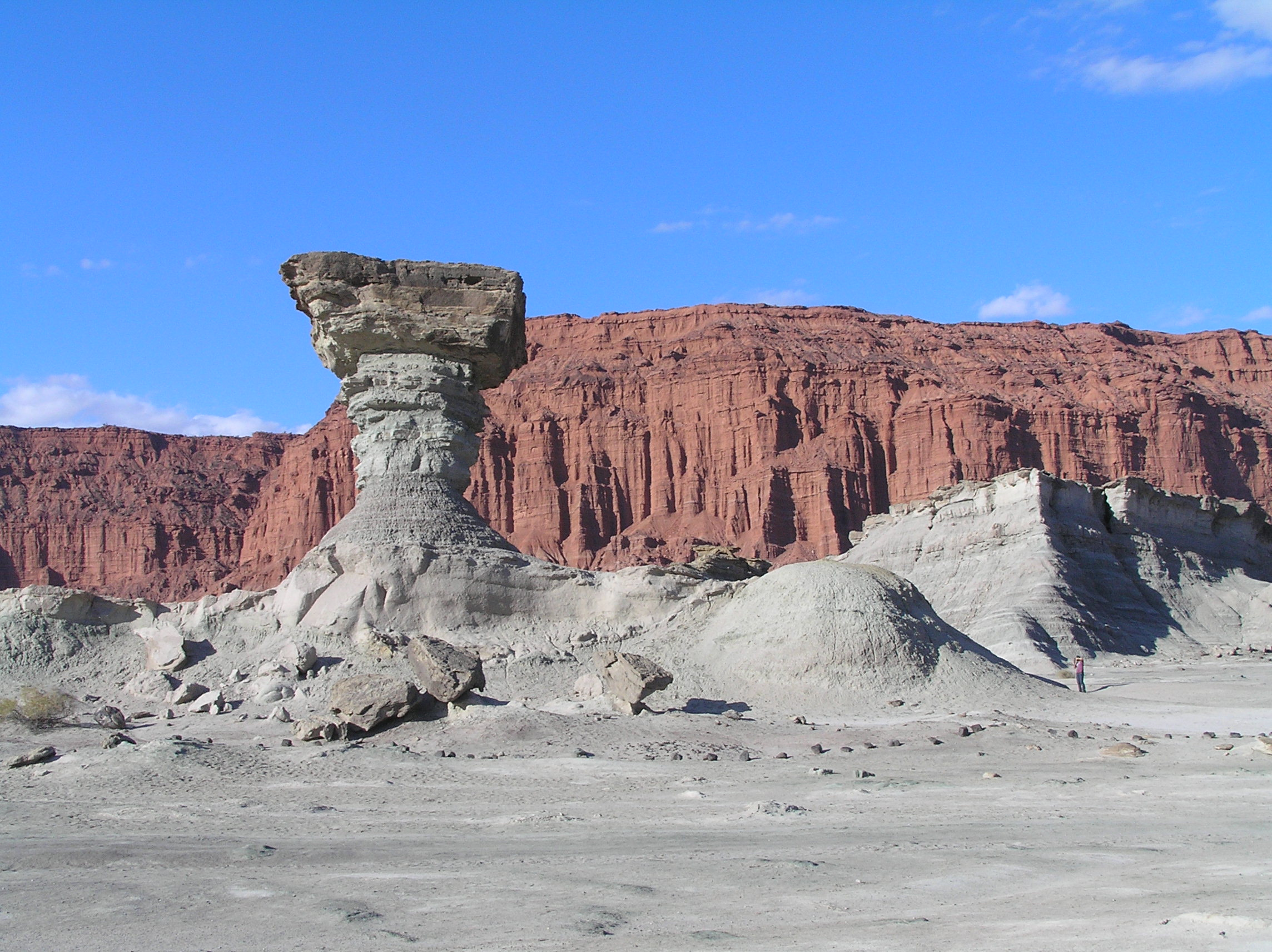
El parque provincial de Ischigualasto o “Valle de la Luna”, provincia de San Juan (Argentina).

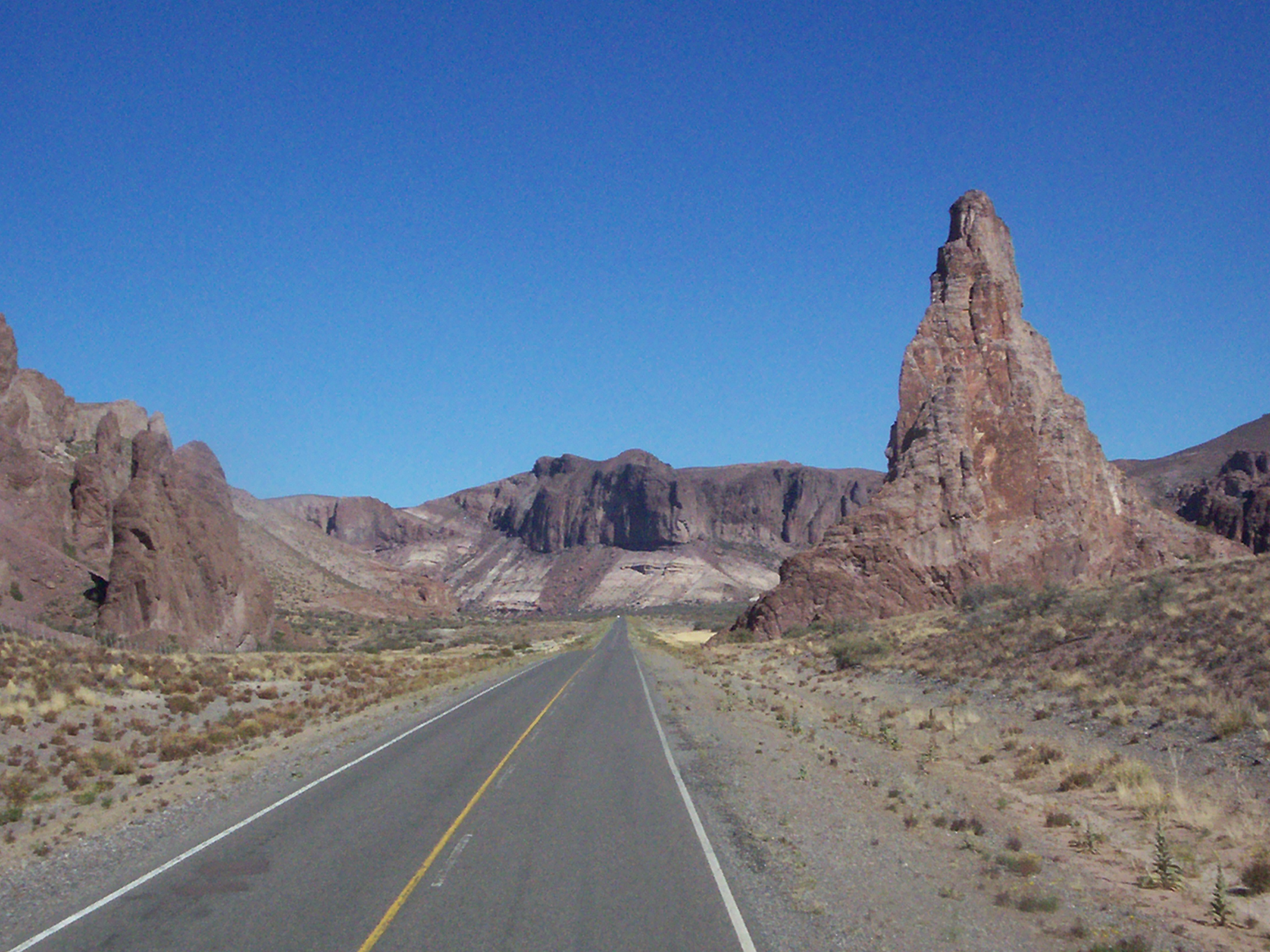
Los Altares, provincia de Chubut, en medio de la meseta patagónica.

De norte a sur abarca todas las provincias occidentales y australes, en los sectores correspondientes al poniente de las de Jujuy, Salta, Tucumán y Catamarca, la totalidad de   La Rioja, San Juan y Mendoza, el oeste de San Luis y La Pampa, y en las provincias patagónicas, salvo una franja recostada contra la cordillera andina, engloba a la totalidad de los territorios del Neuquén, Río Negro, Chubut y Santa Cruz y el extremo norte insular fueguino de Tierra del Fuego, Antártida e Islas del Atlántico Sur.  

#### Ecorregiones relacionadas
Dos biomas chaqueños del centro-norte argentino, sudeste de Bolivia y oeste del Paraguay -el chaco árido y el chaco occidental- si bien tienen vegetación arbórea y precipitaciones por sobre los 500 mm, en razón de la intensa evapotranspiración, presentan condiciones climáticas que se asemejan a las de la diagonal árida.

### Causas que determinan la presencia de la diagonal árida
Hay varios factores que determinaron la formación y permanencia de la diagonal árida. Dos corrientes oceánicas fluyen desde el sur hacia el norte a ambos lados del bloque continental de América del Sur, transportando aguas antárticas y subantárticas hacia latitudes templadas y tropicales. Ambas, al ser frías, generan poca evaporación, por lo que las zonas emergidas inmediatas reciben desde ellas pobres aportes de precipitación y baja humedad. En el sudoriente sudamericano, las aguas costeras del sudoeste del océano Atlántico son recorridas por la corriente de las Malvinas; del lado del Pacífico lo hace la corriente de Humboldt, esta última es de mayor longitud, ya que alcanza hasta el ecuador terrestre. Todo esto favorece la existencia de climas áridos o semiáridos en los territorios bajo su influencia.
En el sector del Pacífico, también son factores de aridez las surgencias de aguas oceánicas profundas generadas por la impulsión de los vientos alisios, así lo que se adiciona la divergencia anticiclónica.
Un factor de notable incidencia en la diagonal árida es la cordillera de los Andes, ya que su notable altitud genera una divisoria climática al interponerse en el flujo de las masas atmosféricas, obligando a que los vientos al elevarse sobre una de sus laderas descarguen allí su contenido húmedo, cruzando secos a la opuesta, la que agudiza su aridez. Eso se observa en la mitad norte de la diagonal, ya que los vientos alisios, cargados de humedad del anticiclón semipermanente del Atlántico, precipitan sus excesos hídricos en la ladera andina oriental, causando sequía en la occidental.
Esto se ve maximizado en el sur boliviano y especialmente en el noroeste argentino, ya que allí se presentan una serie de cordones cordilleranos paralelos, con orientación submeridiana, que dejan interpuestos entre sí a altiplanicies, valles interandinos, bolsones, etc. Esto provoca un doble efecto, debilita aún más las ya débiles influencias atlánticas e interrumpen las esporádicas y tenues influencias del Pacífico.

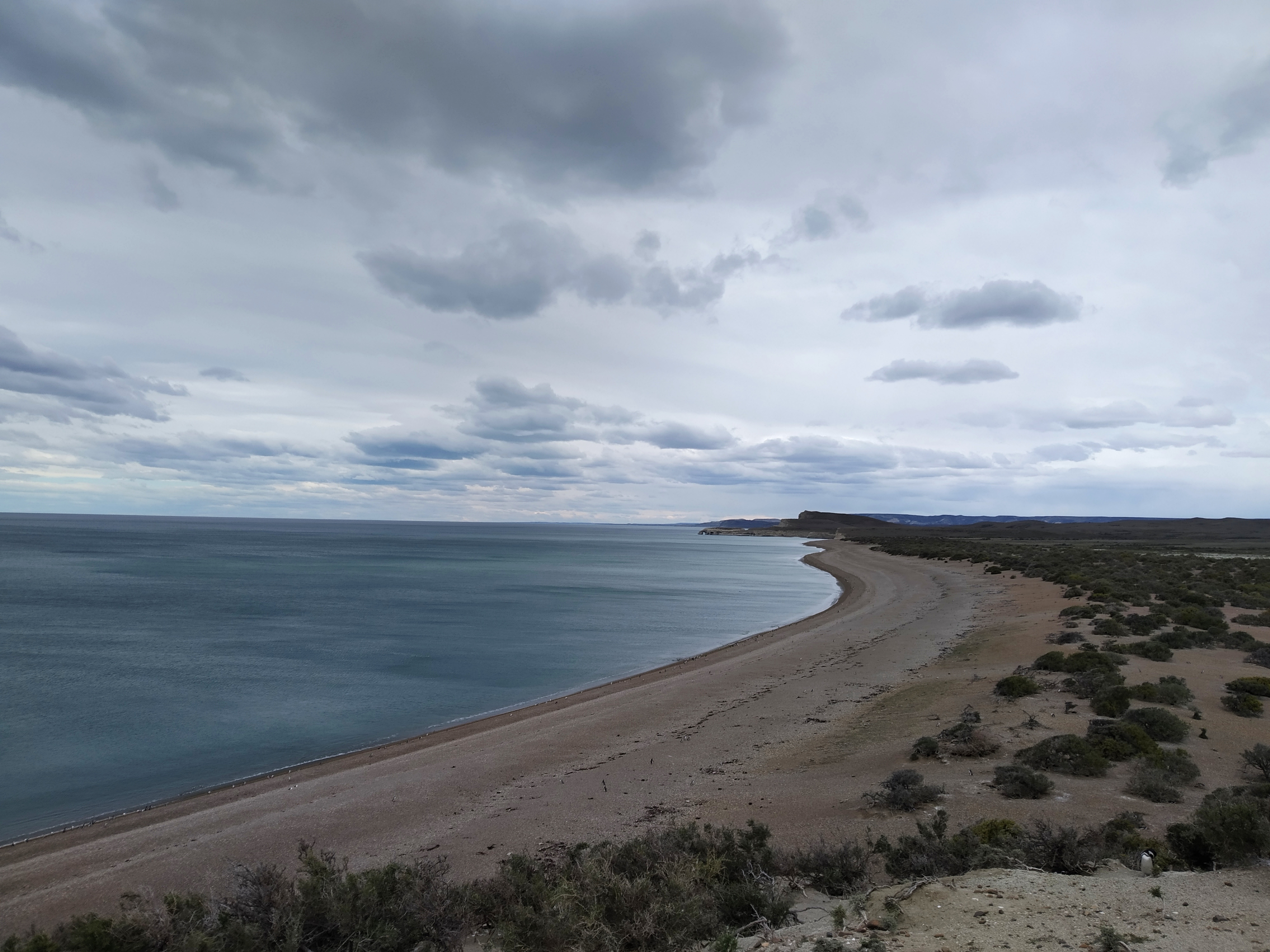
Parque Nacional Monte León, en la costa atlántica en la provincia de Santa Cruz, Argentina.

A mayores latitudes ocurre lo opuesto a lo que sucedía en la sección septentrional, los vientos húmedos provenientes del anticiclón semipermanente del Pacífico impactan de oeste a este en los Andes, descargando en ellos, y en los territorios hacia su poniente, casi la totalidad de sus aportes (haciendo que en algunas localidades se logren acumulados anuales que llegan a los 7000 mm) por lo que, luego de transponer el cordón andino, el fuerte viento del oeste cruza, ya seco, la Patagonia extra-andina u oriental, proyectando en ella su aridez hasta la misma costa atlántica y la plataforma marina sobre la que se asienta el mar Argentino e incluso también haciéndolo sobre las islas Malvinas, si bien en estas la aridez se atempera por la influencia húmeda oceánica.
Hacia los 35°S ambos bloques húmedos se aproximan ya que la franja que los separa pierde algo de su extrema aridez, provocando que la diagonal conforme dos bloques, uno septentrional y central, más fraccionado, integrado por los desiertos chileno-peruanos, puneños e interserranos argentinos; el otro, austral, ancho y continuo, está compuesto por el extenso erial patagónico. Esto es causado por una disminución en la altitud promedio de la cordillera andina, la que ya no logra detener toda la humedad en una sola de sus vertientes, haciendo que en parte esta precipite también en la opuesta (la oriental). De igual manera, disminuye la altura de la precordillera oriental y directamente desaparecen las sierras Pampeanas, por lo que el efecto biombo de ambas deja de existir, permitiendo entonces que cierta humedad del Atlántico templado se proyecte sobre la franja continental al este de los Andes, también facilitado por el estrechamiento continental determinado por el borde costero oriental sudamericano, el cual posee una orientación nordeste-sudoeste.

### Edad y origen de la diagonal árida
Si bien los procesos geoclimáticos que ocurrieron desde el Paleoceno hasta el Holoceno influenciaron para que la diagonal árida se desarrollara, según la evidencia fósil, durante el Plioceno se produjo finalmente la expansión de las formaciones xéricas sobre los territorios que actualmente comprende la diagonal árida, generando así el desmembramiento en dos bloques de los bosques subtropicales del sur de Sudamérica.
El núcleo árido que comenzó a expandirse estaba centrado en lo que hoy se denomina desierto de Atacama, el cual la evidencia que pudo recolectarse permitió demostrar que es una zona seca por lo menos desde el final del Triásico.
Las regiones subtropicales del Cono Sur fueron sufriendo una creciente desertificación, como consecuencia de masivos eventos geoclimáticos del Plioceno que se prolongaron durante el Pleistoceno, entre los que destacan el levantamiento final de la cordillera de los Andes, la formación de un enorme campo de hielo al occidente de la península Antártica, las vigorizaciones de la corriente marina fría de Humboldt y del Anticiclón Subtropical del Pacífico Sur, a lo que se sumó el comienzo de las glaciaciones en la Patagonia.
Todo esto significó que durante el Cuaternario la posición central de la diagonal árida se mantuviera más o menos constante.

### Influencia de la diagonal árida sobre la biogeografía
El efecto de la diagonal árida sobre la biota fue y es significativo. El bosque esclerófilo y el matorral que se posicionan en Chile central (con clima subtropical mediterráneo), junto con el bosque templado ubicado inmediatamente al sur del anterior, conformaron uno de los núcleos de biomas que quedaron progresivamente aislados de las otras formaciones húmedas sudamericanas, siendo las más próximas la selva de la yunga en el noroeste argentino, la pampa húmeda y los bosques húmedos de tipo chaqueño del espinal; las formaciones de este segundo conjunto quedaron más o menos interconectadas entre sí. Entre ambos conjuntos se desarrollaron las formaciones florísticas desérticas o semidesérticas adscriptas a la diagonal árida: los desiertos de Atacama, de la puna, prepuna, monte y la estepa patagónica.
Lo que constituyó uno de los acontecimientos más determinantes en la historia biogeográfica del extremo austral americano, las formaciones vegetales de desiertos y semidesiertos desconectaron desde el Neógeno al bloque de bosques húmedos continentales de los bosques húmedos del sudoeste del Cono Sur. Estos últimos, luego de experimentar un prolongado aislamiento geográfico exhiben hoy como consecuencia una biota de carácter relictual, rica en endemismos y géneros monotípicos, con una alta proporción de familias pero pobres en especies, posiblemente como resultado de extinciones provocadas por acontecimientos pre-glaciarios.
En cuanto a su linaje, este demuestra relaciones hoy distantes, un importante porcentaje posee abolengo Neotropical (selvas tropicales sudamericanas) y, notablemente, austral-antárticos (relacionados con Australasia), gracias a pasadas conexiones, anteriores a la formación de la diagonal árida. Esta mixtura de elementos australasianos, neotropicales y propios es un rasgo único de estas formaciones.
Hacia el noroeste otra franja árida se desarrolla en el litoral del Perú y alcanza el norte de ese país y, algo más suave e intermitente, hasta el occidente de Ecuador.

## Influencia de la diagonal árida en la geografía humana
No solamente la naturaleza quedó dividida por la diagonal; las comunicaciones, el comercio y el poblamiento colonizador durante el dominio español y luego del mismo, también se vieron seriamente afectados, precisando de rutas marítimas para unir las ciudades, Estos procesos geográficos favorecieron una administración independiente del Chile colonial de manera total con respecto a las administraciones de las colonias asentadas en la cuenca del Plata, mientras que parcial en lo que atañe al gobierno español en el Perú. Por el mismo proceso, influenció a Chile a diferenciarse política y económicamente del resto del subcontinente, generando en la idiosincrasia del chileno (en especial en el que habita la zona central) la sensación de que vive en una “isla en tierra firme”, figura alegórica robustecida por el acotamiento espacial que también imprimen el Pacífico, la alta cordillera y los bosques y hielos australes.
Ante las dificultades intrínsecas que presentaba el medio físico, los yermos espacios ocupados por la diagonal árida, para ejercer sobre los mismos algún tipo de explotación tradicional, solo se logró ocuparlos y desarrollarlos económicamente en las últimas décadas del siglo XIX y primeras del XX, demora que continúa en parte hasta nuestros días, ya que presentan un patrón caracterizado por una menor población humana, una menor infraestructura y amplias superficies con un muy bajo grado de intervención antrópica. Es que las regiones atravesadas por la diagonal árida se ven limitadas en su desarrollo pecuario, ya que presentan escasas o nulas pasturas naturales que en el mejor de los casos solo permiten aprovechamientos extensivos. Las producciones agrícolas pueden ser muy destacadas, pero la totalidad de las mismas son dependientes del riego, el que posibilita el desarrollo de oasis artificiales alimentados por redes de canales y represas para administrar los limitados recursos hídricos de que se dispone.